# ميت الشيوخ
ميت الشيوخ هي إحدى قرى مركز فارسكور التابع لمحافظة دمياط بجمهورية مصر العربية.